# Tetraacetylglucopyranosylthiol
Tetraacetylglucopyranosylthiol ist ein Derivat der Glucose, das Acetyl-Schutzgruppen trägt sowie am anomeren Kohlenstoffatom eine Thiolgruppe. Es wird insbesondere in der Synthese von Glucosinolaten verwendet.

## Herstellung
Tetraacetylglucopyranosylthiol kann ausgehend von Glucose über Acetobromglucose hergestellt werden. Geht die Synthese von Glucose aus, wird diese zunächst mit Acetanhydrid und Bromwasserstoff umgesetzt. Die so gebildete Acetobromglucose muss nicht isoliert werden. Im nächsten Schritt wird die Acetobromglucose mit Thioharnstoff umgesetzt und das so erhaltene Intermediat dann mit Natriumsulfit in wässrigem Ethylacetat zu Tetraacetylglucopyranosylthiol hydrolysiert.

## Reaktionen und Verwendung
Tetraacetylglucopyranosylthiol wird für die Synthese von Glucosinolaten verwendet. Dazu wird es mit einem Nitriloxid umgesetzt, das üblicherweise in situ aus einem Hydroxyimidoylchlorid hergestellt wird. Über das Hydroxyimidoylchlorid wird die variable Seitenkette eingeführt, während Tetraacetylglucopyranosylthiol die Thioglucosid-Einheit liefert. Anschließend muss nur noch die Sulfatgruppe eingeführt werden (beispielsweise mit Schwefeltrioxid-Pyridin) und die Acetyl-Schutzgruppen entfernt werden (beispielsweise mit Kaliumhydroxid in Methanol). Dieses Konzept wurde beispielsweise bei der Synthese von Glucotropaeolin sowie Glucosinalbin und Glucoaubrietin verwendet. Tetraacetylglucopyranosylthiol wurde außerdem als Edukt verwendet, um chirale Liganden für die Palladium-katalysierte Allylierung herzustellen.